# 36 f.Kr.
36 f.Kr. var ett normalår som började en onsdag i den proleptiska julianska kalendern, men i verkligheten antingen ett normalår som började en tisdag, onsdag eller torsdag, eller ett skottår som började en onsdag i den julianska kalendern (se skottårsfelet i den julianska kalendern för mer information).

## Händelser

### Efter plats

#### Romerska republiken
- 3 september – Octavianus flotta under Marcus Vipsanius Agrippas befäl besegrar upprorsmannen Sextus Pompeius i slaget vid Naulochus. Lepidus, som därefter övergår till Octavianus, förlorar sin armé till honom när hans trupper gör myteri och hålls sedan i husarrest i Rom till sin död.
- Marcus Antonius genomför ett katastrofalt fälttåg mot parterna, retirerar till Armenien och gifter sig med Kleopatra VII, trots att han redan är gift med Octavia Minor.

#### Kina
- Den kinesiska Handynastin besegrar Xiongnu i slaget vid Zhizhi.

## Födda
- Ptolemaios Filadelfos, son till Kleopatra VII av Egypten och Marcus Antonius
- Vipsania Agrippina, dotter till Marcus Vipsanius Agrippa och Pomponia Caecilia Attica
- Antonia d.y., mor till Claudius, Germanicus och Livilla